# Храм Казанської ікони Божої Матері (Новоселиця)
Храм Казанської ікони Божої Матері — чинна церква у селі Новоселиця Полонського району Хмельницької області. Парафія належить до Шепетівської єпархії УПЦ Московського патріархату.

## Історія
8 серпня 1993 року – схід села у присутності благочинного району протоієрея Федора Нагалка та обрання громади (35 чоловік).
2 березня 1994 – реєстрація церковної громади органами державної влади.
24 вересня – освячення місця під будівництво нової церкви Преосвященнішим Антонієм, єпископом Хмельницьким та Шепетівським.
Листопад 1994 року – початок будівництва церкви (закладка фундаменту), одночасне спорудження тимчасового дерев'яного храму та початок регулярних богослужінь. Першу службу провів благочинний отець Федір, згодом обслуговував громаду священик с.В.Березна прот. Миколай Дукач. У червні 1995 року призначено настоятелем прот. Миколая Бойка, котрий опікувався будівництвом до 2000 року. Бабій Теодосій Миколайович був обраний старостою парафії. 
У 1996 році – будівництво 1-го поверху церкви. На престольне свято Казанської ікони Богородиці 4 листопада – мале освячення церкви та перше богослужіння.
З самого початку будівельних робіт велику допомогу надав СТОВ ім. Мічуріна на чолі з головою Святським В.К. Також допомагав і радгосп «Новоселицький»( директор Савіцький В.А.). У 1998 році розпочато будівництво верхньої частини церкви, яке закінчили навесні 2000 року домуровуванням дзвіниці. До зими поточного року було закінчення накриття церкви бляхою. 
23 серпня 2001 року настоятелем парафії ікони Матері Божої Казанської призначається протоієрей Іоанн Ткачук, котрий звершує першу службу у церкві 25.09. Вибирається новий касир (передано грошей у касі 130 гривень). Поновлено збір коштів. Все більше мешканців і вихідців з Новоселиці передавали кошти та долучалося до відновлення свого місця спільної молитви. Активне будівництво розпочалося з весни 2002 року.  
Для забезпечення водою у 2002 році викопується криниця, будується каплиця над криницею. Розпочинаються роботи по штукатуренню церкви зовні.
У 2003 році закінчується штукатурення церкви зовні, робиться електропроводка, розпочинаються штукатурні роботи з середини.
2004 рік розпочато було ремонтом купола з середини, що грозив обвалом, продовжуються штукатурні роботи. Літом вперше парафію відвідують святині: чудотворні кровоточиві та мироточиві ікони з Оренбургу привіз до Новоселиці архієпископ Хмельницький та Шепетівський Антоній.
У 2005 році зроблена ґрунтовка церкви, фарбування стін, розпис іконами куполу та вівтарної частини церкви, зроблено підлогу, встановлюється кований паркан, розпочинається будівництво церковної недільної школи.
У 2006 році заливаються величні центральні сходи до церкви. Розпочато роботи над іконостасом (каркас та царські ворота). На престольне свято ікони Матері Божої Казанської звершено перше богослужіння у новій церкві.
2007 рік надзвичайно важливий для парафії, адже разом з продовженням робіт по оздобленню церкви відбулася надзвичайна подія. Преосвященійші єпископи Шепетівський і Славутський Володимир та Володимир-Волинський і Ковельський Нікодим в день святкування ікони Матері Божої Володимирської 8 вересня 2007 року звершили освячення церкви. Після святкового богослужіння було нагороджено жертводавців та благодійників парафії церковними нагородами. Зокрема голова СТОВ ім. Мічуріна Святський В.К. нагороджений орденом св.Іллі Муромця, а настоятель церкви – орденом святого рівноапостольного князя Володимира.
21 липня 2008 року владикою Володимиром були освячені Церковні бронзові дзвони, котрі були подаровані парафії Петром Михайловичем Слободяном та іншими благодійниками з міста Київ.
Загалом, у період 2008-2011 у церкві села Новоселиця повністю завершено внутрішні роботи: іконостас, розпис, зроблено кований паркан, збудовано каплицю на цвинтарі, велися роботи по закінченні будівництва і оздоблення будинку недільної школи. Парафію неодноразово відвідували різні церковні святині, що приносилися до нас у рамках загальноєпархіальних хресних ходів.
У 2011 році при церкві с.Новоселиця почала працювати збудована на кошти односельців церковна недільна школа для дітей і дорослих. 2014 рік визначений зовнішнім оздоблюванням церковних стін (декоративна штукатурка) та фарбуванням стін. 2015—2016 роки - утеплення, проведення сучасного обігріву та встановлення нового іконостасу у нижній частині церкви.
Сьогодні настоятелем парафії є благочинний Полонського округу протоієрей Іоан Ткачук. 
| Церква (споруда) | Це незавершена стаття про церковну будівлю. Ви можете допомогти проєкту, виправивши або дописавши її. |